# Steve Dumas

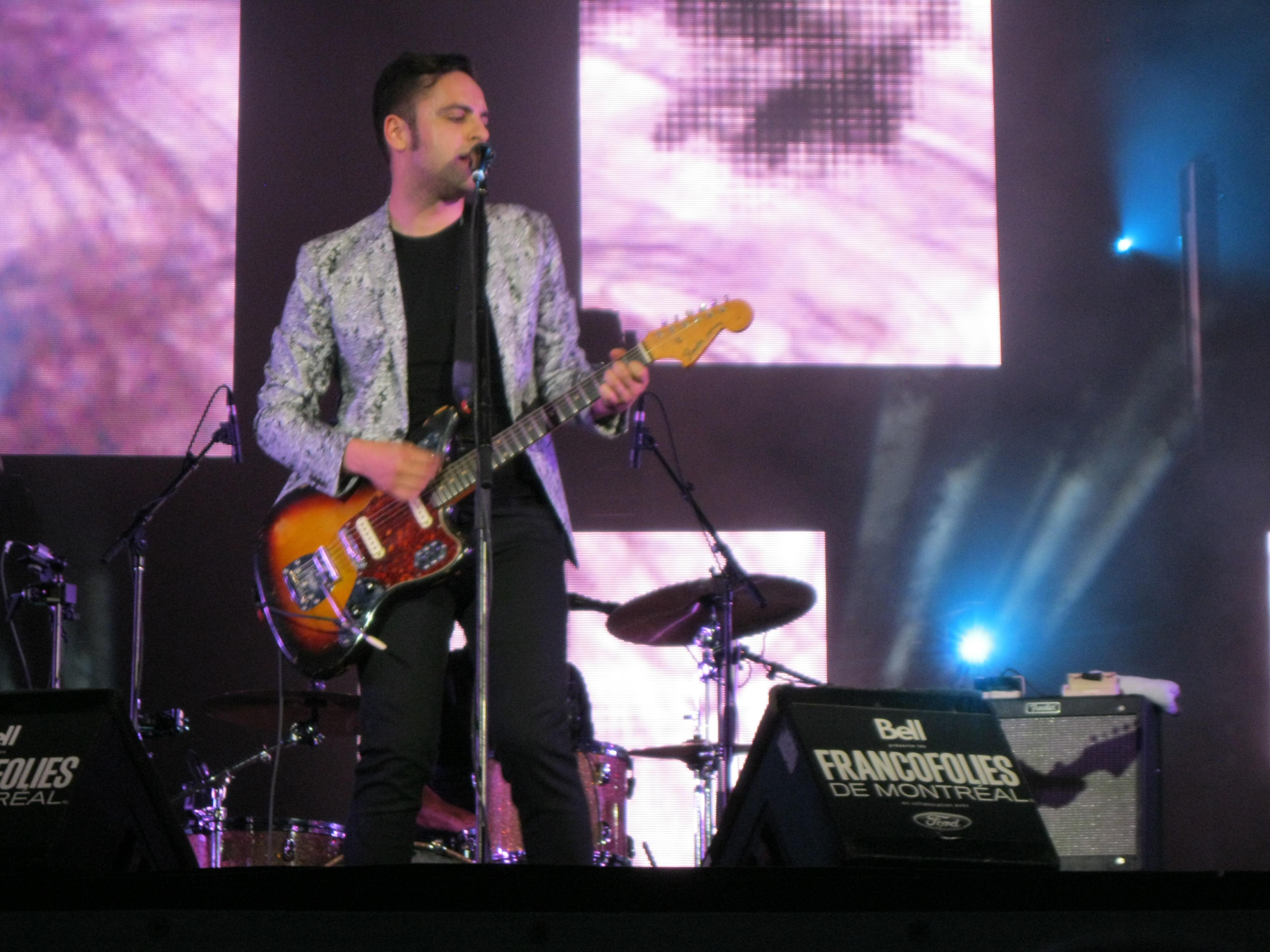
Dumas, Montreal, 2013-06-14

Steve Dumas conocido como Dumas (nacido el 4 de julio de 1979) es un cantante de Canadá nacido en Victoriaville.

## Perfil
Autor-compositor-intérprete originario de Victoriaville, ha sido galardonado en el prestigioso "Festival de la Chanson de Granby" en 1999 así como en el Festival en Chansons de Petite Vallée (edición 2000).Publicó su primer álbum  Dumas en 2001, a la edad de 21 años. Ya destacado por la crítica, fue sobre todo a partir de su segundo álbum,  Le cours des jours cuando Dumas es reconocido como un compositor de primer orden.
Este álbum es dulce y envolvente, mezcla de new-wave, electro-por rock y chanson. Encontramos en el estribillos impactantes, textos conmovedores y carnales, que hablan de todo y de nada, de amores y viajes... que se cruzan en los recodos de una canción Marie-Annick Lépine, del grupo Cowboys Fringants.
Dumas se encuentra a sus anchas tanto en el estudio como en el escenario, en grupo o en solitario, reinterpretando sin cesar sus canciones. 
En 2004, Dumas realizó la banda sonora original del film Les Aimants de Yves P. Pelletier en compañía de Carl Bastien.
Después de un tiempo, Dumas llega a la escena internacional con el grupo  Cowboys Fringants en 2005 en Francia.
Su tercer álbum, titulado Fixer le temps, se publicó el 28 de noviembre de 2006. La crítica lo recibió muy bien, apreciando las apoyaturas de guitarra y los textos de las canciones. Por otra parte, el álbum fue grabado en analógico, lo cual repercute en la claridad de la voz del cantante.

## Discografía

### Dumas, 2001
1. Rien de pire
2. Guernica
3. L'écrivaine
4. Marie-Lou
5. Pyromanes
6. Expresso
7. Lolita
8. Miss Ecstasy
9. Comme rien
10. Junkie
11. Maniaco
12. Envisage (Ciao ciao)

### Le cours des jours, 2003
1. Hélium
2. Le cours des jours
3. Vénus
4. J'erre
5. Je ne sais pas
6. Arizona
7. Le désir comme tel
8. Vol en éclat
9. Vision pornographique
10. Avant l'aube
11. Linoléum
12. Outro
13. Vénus (remix)

### Ferme la radio, 2004 (Miniálbum)
1. Ferme la radio
2. 80
3. Jane
4. Laisse aller

### Fixer le temps, 2006
1. Nébuleuse
2. Altitude
3. Fixer le temps
4. La vie qui bat
5. La ville s'éveille
6. Alors alors
7. Au gré des saisons
8. À la dérive
9. Sur tes lèvres
10. De station en station
11. Poste restante
12. Les secrets

## Réalización de BSOs

### Les Aimants en musique (BSO de la misma película)
1. Doux désir (Dumas, Yves Pelletier/Dumas) (en dúo avec Isabelle Blais)
2. Les fiancés frigides (Dumas, Carl Bastien)
3. Tu m'aimes ou tu mens (Dumas/Dumas, Carl Bastien) (en dúo avec Isabelle Blais)
4. La comtesse aux gants verts (Carl Bastien)
5. Je t'imagine (Isabelle Blais/Carl Bastien, Jocelyn Tellier) (chanson solo d'Isabelle Blais)
6. Valmont (Dumas, Carl Bastien)
7. Je déteste décembre (Dumas/Dumas, Carl Bastien, Jocelyn Tellier) (chanson solo de Dumas)
8. Paxil (Carl Bastien)
9. Suite madame Bleau (Dumas/Carl Bastien, Dumas)
10. Tiger Lili (Carl Bastien, Dumas)
11. Les aveux (Carl Bastien, Dumas)
12. Le pouvoir des aimants (Dumas/Carl Bastien)
13. L'hiver (Vivaldi/arr. Carl Bastien, Louis Legault)

### Fixer le temps, 2006-11-28
1. Nébuleuse
2. Altitude
3. Fixer le temps
4. La vie qui bat
5. La ville s'éveille
6. Alors alors
7. Au gré des saisons
8. À la dérive
9. Sur tes lèvres
10. De station en station
11. Poste restante
12. Les secrets

## Premios
- 2005 - Premio Rapsat-Lelièvre
- 2005 - Premio Jutra a la mejor banda sonora original por Les Aimants.
- 2005 - Premio Félix a la mejor BSO por Les Aimants.
- 2005 - Premio Félix al espectáculo del año- autor-compositor e intérprete.
- 2006 - Disco de oro por el álbum Le cours des jours.